# Ritu Pathak
Ritu Pathak (n. 4 de septiembre de 1987) es una cantante de playback del Bollywood india. Participó en la segunda temporada de la "LND Indian Idol", también ha participado en otro programa de TV Música india como Fama X, donde fue una de las finalistas.

## Biografía
Ella nació en un pequeño pueblo de Gopalganj, Madhya Pradesh. Su padre fue cantante, participaba en orquestas y pequeñas reuniones nocturnas. Ritu fue llevada a los espectáculos musicales como en concursos de canto, cuando le animaron sus padres. Tomó clases de canto bajo enseñanzas básicas de música vocal en Nagpur y su formación vocal clásica de la música indostánica, bajo la tutela de Sangeet Mahabharati.

## Discografía

### Bollywood
| Año  | Canción                         | Película                             | Co-intérprete(s)                                      |
| ---- | ------------------------------- | ------------------------------------ | ----------------------------------------------------- |
| 2016 | Hor Nach                        | Mastizaade                           | Meet Bros Anjjan                                      |
| 2015 | Dimaagh Ka Dahi                 | Hogaya Dimaagh Ka Dahi               | Kunal Ganjawala                                       |
| 2015 | Cinema Dekhe Mamma              | Singh Is Bliing                      | Shaan, Wajid Ali                                      |
| 2015 | DJ Bajega To Pappu Nachega      | Kis Kisko Pyaar Karoon               | Wajid, Shalmali Kholgade                              |
| 2015 | Lip To Lip                      | Katti Batti                          | Nikhil D'Souza                                        |
| 2015 | Hello Hi Aay Haay               | Sabki Bajegi Band                    | Chin2 Bhosle, Sanjeev Rathod, Sowmya Raoh             |
| 2015 | Mein Band Botal Sharab          | Anjaan Parindey                      |                                                       |
| 2015 | Radha Nachegi                   | Tevar                                | Shabab Sabri, Danish Sabri                            |
| 2015 | De Di Permission                | Mumbai Can Dance Saala               | Vinod Rathod                                          |
| 2014 | Dil Mange Love More             | Bhai Ka Maal Hai                     |                                                       |
| 2014 | Madam Ji                        | Chal Bhaag                           | Geet Sagar,Sadhu Sushil Tiwari                        |
| 2014 | Daba Kar Dum Doggy Bhage Re     | Chal Bhaag                           | Sadhu Sushil Tiwari                                   |
| 2014 | Palang Tod Naina                | Holiday: A Soldier Is Never Off Duty | Mika Singh                                            |
| 2013 | Gandi Baat (Film Version)       | R. Rajkumar                          | Nakash Aziz                                           |
| 2013 | Tu Bhi Mood Mein                | Grand Masti                          | Sajid-Wajid                                           |
| 2013 | Bhang Ke Nashe                  | Four Two Ka One                      | Kailash Kher                                          |
| 2013 | O Jaane Jaana Meri              | Chehra (2013 film)                   | Vardhan                                               |
| 2013 | Crazy                           | Sajjan:The Real Friend               |                                                       |
| 2013 | Allah Duhai Hai                 | Race 2                               | Atif Aslam, Pritam, Vishal Dadlani, Anushka Manchanda |
| 2013 | Blunder                         | Mumbai Mirror (film)                 |                                                       |
| 2012 | Bill Gates Ki Poti              | Le Gaya Saddam                       |                                                       |
| 2012 | Dhishkiyaon                     | Kismat Love Paisa Dilli              | Sonu Nigam                                            |
| 2012 | Aaja Meri Jaan                  | Maximum (film)                       | Tochi Raina                                           |
| 2012 | Chhamiyya Chhamiya              | Overtime                             | Dhaa Joshi                                            |
| 2012 | Madam Main Damma Lai            | Daal Mein Kuch Kaala Hai             | Apeksha Dandekar                                      |
| 2012 | Mumbai Shahar Yeh Hai Mumbai    | Dhama Chaukdi                        |                                                       |
| 2012 | Kachka Chilam                   | Vidhata-Tere Khel Hain Nirale        |                                                       |
| 2012 | Kaga                            | Vidhata-Tere Khel Hain Nirale        |                                                       |
| 2012 | Bad Boys                        | Department (film)                    | Earl                                                  |
| 2012 | Jhoom Jhoom Ta Ja               | Players (film)                       |                                                       |
| 2011 | Ishq Da Mausam                  | Ye Stupid Pyar                       | Master Saleem                                         |
| 2011 | Jalebi Bai                      | Double Dhamaal                       | Anand Raj Anand                                       |
| 2011 | Kismat                          | Bin Bulaye Baraati                   |                                                       |
| 2011 | Ishaq Tilasmi Jaadu             | The Lion of Punjab (film)            | Diljit Dosanjh                                        |
| 2011 | Wow Wow                         | The Lion of Punjab (film)            | Diljit Dosanjh                                        |
| 2011 | Karreena Saif Tattoo            | The Lion of Punjab (film)            | Anand Raj Anand                                       |
| 2011 | Razia Gundo Mein Phans Gayi     | Thank You (2011 film)                | Master Saleem                                         |
| 2011 | You Are The Reason              | United Six                           | Neeraj Shridhar                                       |
| 2010 | Chhan Ke Mohalla                | Action Replayy                       | Sunidhi Chauhan                                       |
| 2010 | Working Girls                   | Hello Darling                        | Shweta Pandit, Priyadarshini                          |
| 2010 | Tere Dar Pe Aaya Leke Band Baja | Hello Darling                        | Richa Sharma, Rana Mazumder                           |
| 2010 | Papa Jaag Jaayega               | Housefull (2010 film)                | Neeraj Shridhar, Alyssa Mendonsa                      |

### Canciones en bengalí
| Año  | Canción         | Película | Co-intérprete(s) |
| ---- | --------------- | -------- | ---------------- |
| 2011 | Kalke Tumi Amar | Murder   | Shaan (singer)   |

### Canciones en marathi
| Año  | Canción        | Película         | Co-intérprete(s) |
| ---- | -------------- | ---------------- | ---------------- |
| 2013 | God God Golyat | Majha Zali Sazaa |                  |

### Canciones en punjabi
| Año  | Canción | Película            | Co-intérprete(s) |
| ---- | ------- | ------------------- | ---------------- |
| 2012 | Tattoo  | Sadi Gali Aaya Karo |                  |

### Canciones en telugu
| Año  | Canción    | Película    | Co-intérprete(s) |
| ---- | ---------- | ----------- | ---------------- |
| 2013 | Hay Oolala | Adda (film) | Santhosh, Ramki  |

### Álbumes
| Año  | Canción                   | Álbum                  |
| ---- | ------------------------- | ---------------------- |
| 2014 | Kaise Sahen Dard-E-Judaai | Gam-E-Ishq Ka Maara Hu |
| 2014 | Pal Pal Satati Hai        | Gam-E-Ishq Ka Maara Hu |
| 2014 | Jhoote Tere Wade          | Gam-E-Ishq Ka Maara Hu |
| 2010 | Someone Somewhere-2       | Someone Somewhere      |

## Premios y nominaciones
| Año  | Categoría                    | Canción y película          | Premio          | Resultados |
| ---- | ---------------------------- | --------------------------- | --------------- | ---------- |
| 2012 | New Musical Sensation-Female | Jalebi Bai (Double Dhamaal) | Stardust Awards | Nominado   |